# Inharmoniciteit
Inharmoniciteit is het niet harmonisch zijn - geen gehele verhouding hebben - van de boventonen van een geluid met zijn grondtoon. Muziekinstrumenten brengen als gevolg van oorzaken eigen aan de constructie boventonen voort met frequenties die niet noodzakelijk exact gelijk zijn aan gehele veelvouden van de frequentie van de grondtoon. 
Met name slaginstrumenten zoals kerkklokken en andere klokken, bellen en trommels produceren complexe en veelal inharmonische geluiden. Wel streeft de constructeur ernaar de gewenste harmoniciteit in de constructie zo goed mogelijk te benaderen.
Ook bij snaarinstrumenten is er sprake van inharmoniciteit, met name naarmate de snaar dikker en korter en minder strak gespannen is. Om een zo rein mogelijk harmonisch spectrum te krijgen moeten snaren dus lang en dun zijn met een maximaal werkbare spanning. Om die reden wordt een concertvleugel als hoogwaardiger beschouwd dan een huiskamerpiano.

## Piano en vleugel
Het probleem van de inharmoniciteit doet zich uiteraard voor bij pianosnaren. Een lichte mate van inharmoniciteit is zelfs gewenst en veroorzaakt de speciale pianoklank. Vooral bij de laagste en hoogste tonen is het effect echter zo groot dat een snaar die op de juiste frequentie is gestemd, toch de indruk geeft vals te zijn en niet meer samenklinkt met de tonen uit het middengebied. Het is de kunst voor de pianostemmer de verschillende snaren zodanig "vals" te stemmen, dat wil zeggen af te wijken van de precieze frequentie, dat de boventonen redelijk goed met de overige snaren samenklinken.

## Snaarinstrumenten
Inharmoniciteit bij een snaren wordt veelal veroorzaakt door slijtage of vuil - de snaar is niet meer overal even dik en/of buigzaam. Dit kan betekenen dat de snaar wel goed op de juiste toon te stemmen is, maar toch vals klinkt, en daarom vervangen (of schoongemaakt) moet worden.